# 黒沢年雄
黒沢 年雄（くろさわ としお、1944年〈昭和19年〉2月4日 - ）は、日本の俳優・歌手・タレント。本名・旧芸名（2000年に改名）、黒沢 年男（読み同じ）。株式会社プロダクション・クロ代表取締役。弟は黒沢博（寺内タケシとバニーズ＆ヒロシ&キーボー元メンバー）。妻は街田リーヌ（本名・街子、旧姓・宮崎）、娘は元女優の黒沢レイラ（旧芸名・三井万裕美、本名・裕美）。
神奈川県横浜市西区出身。日本大学高等学校中退。

## 来歴
父はボイラー技士。四人兄弟の長男（博は三男）。
小学生の頃に好きだった巨人の選手（川上哲治、青田昇ら）に憧れて野球選手になると決心して野球を始め、日本大学横浜学園（日本大学中学校）進学後も高校生時代まで野球部に所属。高校生の時には、法政二高との練習試合で投手だった柴田勲と対戦し、ヒットを打ったことがある。しかしその時バットがへし折られていたことと、先輩たちが全く歯が立たなかったのを見たことから、上には上がいるからプロ野球選手は無理かも知れないと思うようになる。
その後、同じ高校の2年先輩で高校生時代からすでに歌手活動をしていた坂本九、同じ野球部の2年先輩で後に歌手になった飯田久彦に影響されて、自分も歌手になりたいと思い、家出して数日後、ジャズ喫茶の銀座ACBでオーディションの告知を偶然目にして参加、合格するも「自分には才能がある」と思い込んで給料8千円のバンドボーイの条件を断り、大阪のナンバ一番や京都のベラミなどのジャズ喫茶、クラブなどのオーディションも受けたが条件がみんな似通っていたようなこともあって、結局横浜に帰って来る。その後も歌手や芸能界への夢はあきらめず、高校の野球部の先輩の飯田久彦に相談を持ち掛けたこともあったが、その後は精肉店勤務を経て、紹介により横浜の企業「築港興業」に入社。この頃は昼のサラリーマン生活の傍ら、夜はキャバレーのボーイとしても勤務していた。
その後も各映画会社のニューフェース募集の告知があるたびにオーディションに通い続け、日活では最終面接まで行くことが出来たが落選。1964年、東宝ニューフェイスの後身の第4期オール東宝ニュータレントとして東宝に入社。俳優を志した理由は「有名になって金持ちになりたかったから」。同年、映画『女体』でデビュー。
岡本喜八、福田純、西村潔、松林宗恵などの作品に多く起用されて人気が出る。
70年代に入ると、活動の舞台を徐々にテレビドラマにシフト。アクション、時代劇、サスペンスものからホームドラマまで幅広い役柄を演じている。
独特の低音声が特徴で、「やすらぎ」と「時には娼婦のように」は大ヒットとなった。
それまでオファーを受けても本人曰く「格好つけて」断っていたというバラエティ番組に本格的に出始めるようになったきっかけは娘に勧められたことで、42歳の時に『さんまのまんま』（関西テレビ放送）に出演し、本人曰く「オーバー過ぎるくらいにバカをやってみた」ところ、予想以上の反響を呼んだことで他のバラエティ番組から次々にオファーが来るようになる。そして平成に入ってからはオウミ住宅のCMが話題を集め、トーク番組では中尾彬などと並んで出演が増加した。
1992年に大腸癌が発覚し、それまでアイパーをかけていた頭髪を短く刈り込み（現在はそれに加えて白く染めている）、その後は無精髭（長さは2mmにそろえている）を生やし、ニット帽（当初はファッションモデルの夫人が持っていたピエール・カルダンのニット帽だった）を被るようになった。
2010年、著書『二流芸能人が、何度がんになっても笑って生きている理由』（講談社刊）を上梓、2008年に膀胱癌の内視鏡手術を行っていたことを告白した。
2015年5月14日、白内障の手術を受け、成功。
近年は株式会社夢グループと提携し、同社が運営する夢コンサートに出演し、全国各地を回っている。

## 人物
- 東宝で面接を受ける日、わざと遅刻して面接会場に現れ、母親の話や仕事を三つ掛け持ちしていたために寝坊したなどといった話をした後に「自分を合格させないと映画界の損失になる」と言い放った（その時面接を受けた男性希望者で合格したのは黒沢ただ1人だった）[15]。後で黒沢自身がプロデューサーの藤本真澄から聞いた話によると、この受け答えのぶっきらぼうさが三船敏郎の面接時のそれにそっくりだったという。また、名前だけ見て黒澤明の息子かと勘違いした審査員も何人かいたという[16]。
- 東宝に入社して間もない頃に、プロデューサー会議で決定したという芸名「八方一郎（やかた いちろう）」を提示される。「三船敏郎、三橋達也、加山雄三、わが社のスターは全員名前に数字が入っている。それに八方破れな君にぴったりだし、八は末広がり。姓名判断を加味して決めた」という命名理由だったが、これにすぐに呆気にとられて嫌になったことから断り、それならという案で提示された「黒沢敏郎」も「三船さんの敏郎だから名前負けする」と固辞。結局、本名でデビューすることになった[17]。その後『踊る!さんま御殿!!』内では一時期これをネタにして「八方一郎」という名前で呼ばれ、頻繁にゲスト出演していた。
- トレードマークとなったニット帽は先述の通り妻が持っていたものであるが、黒沢は、ある日「このままでは自分の存在が薄くなって忘れ去られてしまうのではないか」と思い立ち、今までの自分を捨てて新しくイメージを構築することを思い立ち、まず頭を丸めたが、「まだ何か足りない」と思っている時、妻が自分の古い写真を見つけ、さらにその中で被っていたニット帽がタンスの中から出てきたので被ってみると、思いのほか似合っていたため、この格好に決めたという。さらに髭を伸ばして見たとき、自ら「ショーン・コネリーに似ている」とも思ったと述べている[18]。
- 当初は『ウルトラマン』のウルトラマン（ハヤタ）役の候補に挙がっていた[12]。黒沢本人は、当時所属していた東宝プロデューサーの藤本真澄が黒沢に映画の仕事を優先させるために断ったのではないかと推測している[12]。また、『ウルトラセブン』のウルトラセブン（モロボシ・ダン）役の候補に挙がったこともあった。
- 映画スターとなってかなりの収入があったが、森繁久彌から「30歳までに稼いだ金は全部使いなさい。貯金を残すな」と言われ、そのとおりに遊興し、東宝との契約解除や『ハングマン』の主役交代などで幾度か収入がピンチになってしまい、「森繁さんの言うことさえ聞いてなければ、今頃は……」とコメントしたことがある[19][20]。
- 上記のように20代など若い頃は毎年春と秋の2回、ヨーロッパ（主にフランスとイタリア）に行くことが慣例となっており、現地で最先端のファッションに直接触れていたその影響もあって、ファッションについては「いつまでもTシャツとジーンズでスポーツカーの似合う男になりたい」などといった持論がある[20]。
- 「三年目の浮気」を歌う依頼があったが、当初、ニヒルな二枚目としてのイメージがあった黒沢は、コミカルな歌の内容からこれを断り、バンド活動をしていた弟に白羽の矢が立てられた。
- 子供の頃に化猫映画を観てひきつけを起こして以来、怪奇映画を苦手としている[21]。映画『血を吸う薔薇』に出演した際は旧知である監督の山本迪夫から熱心な説得を受け出演を承諾したが、その際も完成作品を観ないことを条件としていた[21]。黒沢は、出演の際に参考試写された前作『呪いの館 血を吸う眼』も途中で退席したという[21]。

## 出演

### 映画
- 女体（1964年、東宝）[1]
- ひばり・チエミ・いづみ 三人よれば（1964年、東宝）
- 侍（1965年、東宝）
- エレキの若大将（1965年、東宝）
- 社長千一夜（1966年、東宝） - 小川次郎
- 女の中にいる他人（1966年、東宝）
- ひき逃げ（1966年、東宝）
- お嫁においで（1966年、東宝）
- 奇厳城の冒険（1966年、東宝）
- これが青春だ!（1966年、東宝）
- 伊豆の踊子（1967年、東宝） - 「私（川端康成）」
- 東宝8.15シリーズ
  - 日本のいちばん長い日（1967年、東宝） - 畑中健二
  - 連合艦隊司令長官 山本五十六 (1968年、東宝) - 木村大尉[22]
  - 日本海大海戦（1969年、東宝） - 前山一等兵[22]
  - 激動の昭和史 軍閥（1970年、東宝） - 島垣
- めぐりあい（1968年、東宝）
- 日本の青春（1968年、東宝）
- 燃えろ!青春（1968年、東宝）
- 死ぬにはまだ早い（1969年、東宝）
- 俺たちの荒野（1969年、東宝）
- 野獣都市（1970年、東宝）
- 白昼の襲撃（1970年、東京映画）
- 豹は走った（1970年、東宝） - カメオ出演
- 蝦夷館の決闘 (1970年、東京映画)
- 昭和ひとけた社長対ふたけた社員（1971年、東宝）
- 昭和ひとけた社長対ふたけた社員 月月火水木金金（1971年、東宝）
- 出所祝い（1971年、東宝）
- 新網走番外地　吹雪の大脱走（1971年、東映）
- 水滸伝（1972年、香港映画）
- 人間革命（1973年、東宝）
- 修羅雪姫（1973年、東宝）
- 狼の紋章（1973年、東宝） - 神明[23]
- 仁義なき戦い 頂上作戦（1974年、東映） - 広能組組員・竹本繁
- 野獣死すべし 復讐のメカニック（1974年、東宝）
- 血を吸う薔薇（1974年、東宝） - 白木[24]
- ノストラダムスの大予言（1974年、東宝） - 中川明[22][25][2]
- 樺太1945年夏 氷雪の門（1974年、東洋映画） - 村口副官
- あゝ決戦航空隊（1974年、東映） - 荒井武夫
- スプーン一杯の幸せ（1975年、松竹） - 福島清彦
- 喜劇 百点満点（1976年、東宝） - 北上洋平
- トラック野郎・一番星北へ帰る（1978年、東映） - 九十九譲次（BIG99）
- ダンプ渡り鳥（1981年、東映） - ダンプの隆
- テイク・イット・イージー（1986年、東宝） - 青井森一
- BEST GUY（1990年、東映） - 山本忠幸二佐
- 猫ラーメン大将（2008年、トルネード・フィルム） - ラーメン屋のおやじ
- 逢えてよかった（2010年、M'sワールド） - 石原伸司
- 忍道-SHINOBIDO-（2012年、ジョリー・ロジャー） - 特別出演
- 君のまなざし（2017年） - 羊禅

### テレビドラマ
- 青春をぶっつけろ! （1965年、宝塚映画、東宝、ABC）
- ウルトラQ 第20話「海底原人ラゴン」（1966年、TBS） - 漁夫・利夫[1][注釈 1]
- オレと彼女
- おやじとオレと（1969年、NTV）
- 火曜日の女シリーズ「恋の罠」（1970年、NTV）
- シークレット部隊 第6話「結婚を盗んだ女たち」（1972年、TBS）
- 緊急指令10-4・10-10（1972年、NET） - 毛利春彦
- 赤ひげ（1972年 - 1973年、NHK） - 冬吉
- 必殺仕置人 第4話「人間のクズやお払い」（1973年、ABC） - 聖天の政五郎
- トリプル捜査線（1973年、CX）
- 水滸伝（1973年 - 1974年、NTV）
- 座頭市物語 第5話「情知らずが情に泣いた」（1974年、CX）
- 日本沈没（1974年 - 1975年、TBS）
- 天まであがれ（1974年 - 1975年、NET）- 仁科啓介
- 影同心II（1975年 - 1976年、MBS） - 堀田源八郎
- いろはの"い"（1976年 - 1977年、NTV） - 本郷鍈次記者
- 横溝正史シリーズ / 三つ首塔（1977年、MBS）
- この世の花（1977年、NNN）
- 兄弟刑事（1977年 - 1978年、CX）
- 忘れがたき日々（1978年、KTV）
- 大河ドラマ（NHK）
  - 草燃える（1979年） - 苔丸
  - 八代将軍吉宗（1995年） - 水野重上
  - 葵 徳川三代（2000年） - 長束正家
- 土曜ワイド劇場
  - 0計画を阻止せよ（1979年、ABC） - 左文字進
  - 考古学者シリーズ（1981年 - 1997年、ANB） - 須田熊五郎
  - 牟田刑事官事件ファイル 第5作「露天風呂撮影会ツアー殺人事件」（1986年8月2日、AN） - 岩城健一 役
  - 京都殺人案内19（1993年、ABC）
- 大空港（1979年 - 1980年、CX） - 菊地徹
- 爆走! ドーベルマン刑事（1980年、ANB） - 加納錠治隊長
- ザ・ハングマンシリーズ（ABC） - 日下部孝介
  - ザ・ハングマン 燃える事件簿（1980年 - 1981年） レギュラー
  - ザ・ハングマンII（1982年） レギュラー
  - ザ・ハングマンV 第9話「金塊に化けたヘソクリ200億を追え!」（1986年） ゲスト
  - ザ・ハングマン6 第7話「激突!! ハングマンVSテレビゲーム」（1987年） ゲスト
- 宮本武蔵（1984年 - 1985年、NHK）
- サラ金業者の妻（1987年）
- あぶない少年（1987年 - 1988年、TX）
- 東海テレビ制作昼ドラマ
  - 華の嵐（1988年） - 飛田雄介
  - 華の誓い（1991年） - 小田桐壮之介
- 鳥のように虫のように 歩いてつくった日本地図（1993年、NHK教育） - 伊能忠敬
- 大江戸風雲伝（1994年） - 藤代外記
- ドラマ30 / 家族曲線（1998年、CBC）
- 土曜時代劇 / しくじり鏡三郎（1999年、NHK） - 文吾親分
- 火曜サスペンス劇場 / 身辺警護5（2000年、NTV） - 村越謙三
- 金田一少年の事件簿「露西亜人形殺人事件」（2001年、NTV） - 山之内恒聖
- 女と愛とミステリー（テレビ東京）
  - パートタイム探偵（2002年12月） - 千石敏雄
  - パートタイム探偵2（2004年2月） - 千石敏雄
- いつもふたりで（2003年、CX）
- ムコ殿2003（2003年、CX）
- ホームドラマ!（2004年、TBS）
- クロサギ 第6話「ライバル神志名刑事の過去」（2006年、TBS） - 佐多博道
- 有閑倶楽部 第3話「花嫁救出（秘）女装作戦!」（2007年、CX）
- 水曜ミステリー9
  - 捜査一課・見当たり班 鷹子の眼 - 盛岡隆 役（2007年1月21日、TX）
  - 第27回横溝正史ミステリ大賞・テレビ東京賞受賞作品「誤算」（2008年3月5日、TX）
- 土曜ドラマ / 監査法人（2008年6月14日、NHK）
- あの戦争は何だったのか 日米開戦と東條英機（2008年12月24日、TBS） - 及川古志郎
- 水戸黄門第39部 第22話「濡れ衣晴らし春満開 -江戸-」（2009年3月23日、TBS） - 垂水屋嘉兵衛
- 怨み屋本舗REBOOT 第7・8話「苦いタバコ」（2009年8月21日・28日、TX） - 峰島隆裕
- もやしもん（2010年7月、CX） - 樹慶蔵
- ラギッド!（2015年2月21日・28日、NHK BSプレミアム） - 鹿島藤吉
- 月曜ゴールデン / 警視庁南平班〜七人の刑事〜8（2015年8月3日、TBS） - 樋口道彦

### ゲーム
- クロヒョウ 龍が如く新章 - 九鬼隆太郎

### 吹き替え
- パーフェクト・ワールド（レッド・ガーネット〈クリント・イーストウッド〉）※テレビ東京版

### バラエティ
- ラブラブショー
- マイルド欽ドン!
- クイズ! 加トちゃんの1! 2! 3!
- 午後は○○おもいッきりテレビ
- ダウンタウンDX
- 踊る!さんま御殿!!
- 開運!なんでも鑑定団（テレビ東京、1995年10月17日、2004年8月31日）
- 黒沢年雄の元気でGo!Go!（ニッポン放送、2008年9月29日 - ）
- おとぼ家の夜（TOKYO MX、2011年4月4日 - 2011年9月26日）
- OTOBOKE Bar（TOKYO MX、2011年10月3日 - 2012年9月24日）
- 音ボケPOPS（BS-TBS、2012年10月7日 - 2013年9月22日）

### テレビ番組
- NHK趣味悠々「デジタル一眼レフ風景撮影術入門」（2007年4月3日 - 5月29日、NHK教育）
- たったひとりの反乱「“食品偽装”を告発した男」（2009年12月1日、NHK総合） - 再現ドラマ出演

### CM
- シャープ（電卓エルシーメイト、1978年）
- オウミ住宅（関西ローカル、パンチみつおと歌い踊るCM  ）
- ヤングライフZ（アダプトゲン製薬）
- カナダドライジンジャーエール
- キャラジャ

## ディスコグラフィ

### シングル
| #                | 発売日           | A/B面            | タイトル                                            | 作詞                    | 作曲             | 編曲             | 規格品番         |
| ビクターレコード | ビクターレコード | ビクターレコード | ビクターレコード                                    | ビクターレコード        | ビクターレコード | ビクターレコード | ビクターレコード |
| ---------------- | ---------------- | ---------------- | --------------------------------------------------- | ----------------------- | ---------------- | ---------------- | ---------------- |
| 1                | 1966年 8月       | A面              | 僕の恋人どこにいる                                  | 田波靖男                | 三保敬太郎       | 三保敬太郎       | SV-446           |
| 日本コロムビア   |                  |                  |                                                     |                         |                  |                  |                  |
| 2                | 1967年 3月       | A面              | 僕についておいで                                    | 佐々木勉                | 佐々木勉         | 佐々木勉         | LL-10019-JC      |
| 2                | 1967年 3月       | B面              | ふたりの汐風                                        | 橋本淳                  | 筒美京平         | 筒美京平         | LL-10019-JC      |
| 3                | 1967年 9月       | A面              | 花と海                                              | 橋本淳                  | 筒美京平         | 筒美京平         | LL-10040-JC      |
| 3                | 1967年 9月       | B面              | 夕陽が落ちても                                      | 橋本淳                  | 筒美京平         | 筒美京平         | LL-10040-JC      |
| 4                | 1968年 5月       | A面              | 海の子守歌                                          | 橋本淳                  | すぎやまこういち | 筒美京平         | LL-10054-JC      |
| 4                | 1968年 5月       | B面              | 君と離れても                                        | 橋本淳                  | すぎやまこういち | 大西修           | LL-10054-JC      |
| 5                | 1969年 4月       | A面              | 俺は行く                                            | 岩谷時子                | いずみたく       | 渋谷毅           | LL-10096-J       |
| 5                | 1969年 4月       | B面              | 恋しい君                                            | 岩谷時子                | いずみたく       | 渋谷毅           | LL-10096-J       |
| 6                | 1969年 10月      | A面              | 銀のふね                                            | 橋本淳                  | 筒美京平         | 筒美京平         | LL-10106-J       |
| 6                | 1969年 10月      | B面              | さよならはさりげなく                                | 世志凡太                | 森岡賢一郎       | 森岡賢一郎       | LL-10106-J       |
| 7                | 1970年 6月       | A面              | 明日にいのちを                                      | なかにし礼              | 伊達政男         | 伊達政男         | LL-10138-J       |
| 7                | 1970年 6月       | B面              | 燃える旅路                                          | なかにし礼              | 伊達政男         | 伊達政男         | LL-10138-J       |
| 東宝レコード     |                  |                  |                                                     |                         |                  |                  |                  |
| 8                | 1970年 10月      | A面              | 今夜は送らないぜ                                    | なかにし礼              | 森岡賢一郎       | 森岡賢一郎       | AS-1001          |
| 8                | 1970年 10月      | B面              | おふくろのうた                                      | なかにし礼              | 森岡賢一郎       | 森岡賢一郎       | AS-1001          |
| 日本コロムビア   |                  |                  |                                                     |                         |                  |                  |                  |
| 9                | 1971年 3月       | A面              | 朝には別れを                                        | 橋本淳                  | 中村泰士         | 森岡賢一郎       | LL-10160-J       |
| 9                | 1971年 3月       | B面              | 街の酒場の夜                                        | 橋本淳                  | 中村泰士         | 森岡賢一郎       | LL-10160-J       |
| 10               | 1971年 6月       | A面              | 星が呼んでる                                        | 荒木一郎                | 荒木一郎         | 田辺信一         | LL-10165-J       |
| 10               | 1971年 6月       | B面              | 青い真珠                                            | 荒木一郎                | 荒木一郎         | 田辺信一         | LL-10165-J       |
| 11               | 1972年 10月      | A面              | 燃えつきて                                          | 山上路夫                | 鈴木邦彦         | 竜崎孝路         | LL-10199-J       |
| 11               | 1972年 10月      | B面              | 汽車を待ちながら                                    | 山上路夫                | 鈴木邦彦         | 竜崎孝路         | LL-10199-J       |
| 12               | 1974年 3月       | A面              | 寒い心のブルース                                    | 小谷夏                  | 中村泰士         | あかのたちお     | P-334            |
| 12               | 1974年 3月       | B面              | 愛と呼ぶには                                        | 小谷夏                  | 中村泰士         | 高田弘           | P-334            |
| 13               | 1975年 5月       | A面              | やすらぎ                                            | 中山大三郎              | 中山大三郎       | 竜崎孝路         | P-403            |
| 13               | 1975年 5月       | B面              | 許してくれよ                                        | 中山大三郎              | 中山大三郎       | 竜崎孝路         | P-403            |
| 14               | 1975年 10月      | A面              | 気がかり                                            | 中山大三郎              | 中山大三郎       | あかのたちお     | P-428            |
| 14               | 1975年 10月      | B面              | そして今は                                          | 中山大三郎              | 中山大三郎       | あかのたちお     | P-428            |
| 15               | 1975年 12月      | A面              | いつかおまえに                                      | 中山大三郎              | 鈴木淳           | 竜崎孝路         | P-439            |
| 15               | 1975年 12月      | B面              | 別れたあとで                                        | なかにし礼              | 中山大三郎       | 高田弘           | P-439            |
| 16               | 1976年 4月       | A面              | すれちがい                                          | 中山大三郎              | 中山大三郎       | 竜崎孝路         | P-448            |
| 16               | 1976年 4月       | B面              | 遍歴                                                | 中山大三郎              | 中山大三郎       | 若草恵           | P-448            |
| 17               | 1976年 10月      | A面              | ゆきずりの花                                        | 山口洋子                | 平尾昌晃         | 竜崎孝路         | PK-30            |
| 17               | 1976年 10月      | B面              | 風のたより                                          | 山口洋子                | 平尾昌晃         | 竜崎孝路         | PK-30            |
| 18               | 1977年 8月       | A面              | やめなよ                                            | 八木架寿人              | 八木架寿人       | 馬飼野康二       | PK-70            |
| 18               | 1977年 8月       | B面              | さよならの前に                                      | 八木架寿人              | 八木架寿人       | 馬飼野康二       | PK-70            |
| 19               | 1978年 2月10日   | A面              | 時には娼婦のように                                  | なかにし礼              | なかにし礼       | 萩田光雄         | PK-101           |
| 19               | 1978年 2月10日   | B面              | あやまち                                            | なかにし礼              | 浜圭介           | 小杉仁三         | PK-101           |
| 20               | 1978年 10月      | A面              | 仮面舞踏会                                          | なかにし礼              | なかにし礼       | 高田弘           | PK-125           |
| 20               | 1978年 10月      | B面              | そして誰もいなくなった                              | なかにし礼              | なかにし礼       | 高田弘           | PK-125           |
| 21               | 1979年 4月       | A面              | 紫すみれ                                            | 黒木望                  | 徳久広司         | 高田弘           | PK-144           |
| 21               | 1979年 4月       | B面              | 想い出よおまえは                                    | 杉紀彦                  | 服部克久         | 服部克久         | PK-144           |
| 22               | 1979年 9月       | A面              | 親父ごめんよ                                        | なかにし礼              | Z.Runjić         | 馬飼野康二       | PK-169           |
| 22               | 1979年 9月       | B面              | 魔女に乾杯                                          | なかにし礼              | なかにし礼       | 馬飼野康二       | PK-169           |
| 23               | 1980年 4月       | A面              | アスファルト・ジャングル                            | たきのえいじ            | つのだ☆ひろ      | 小笠原寛         | AK-613           |
| 23               | 1980年 4月       | B面              | 男は男                                              | つのだ☆ひろ             | つのだ☆ひろ      | 小笠原寛         | AK-613           |
| 24               | 1980年 10月      | A面              | あばよ！ゆかり                                      | 佐々木勉                | 佐々木勉         | 戸塚修           | AK-726           |
| 24               | 1980年 10月      | B面              | 水割りグラスのセレナーデ                            | たきのえいじ            | たきのえいじ     | 戸塚修           | AK-726           |
| 25               | 1981年 4月       | A面              | 酒場から愛をこめて                                  | 阿久悠                  | 網倉一也         | 丸山雅仁         | AH-67            |
| 25               | 1981年 4月       | B面              | 男と女は遠かった                                    | 阿久悠                  | 網倉一也         | 丸山雅仁         | AH-67            |
| 26               | 1983年 2月       | A面              | 泣き虫じゃいけないよ                                | 荒木とよひさ            | 三木たかし       | 若草恵           | AH-302           |
| 26               | 1983年 2月       | B面              | 片隅にひとり                                        | 来生えつこ              | 来生たかお       | 若草恵           | AH-302           |
| 27               | 1985年 2月21日   | A面              | 酒とバラの日々に                                    | ゆうき詩子              | 水森英夫         | 竜崎孝路         | AH-556           |
| 27               | 1985年 2月21日   | B面              | ラビア                                              | 荒木とよひさ            | 浜圭介           | 馬飼野康二       | AH-556           |
| 28               | 1986年 2月21日   | A面              | て・れ・な・い・で －Don't be so shy－              | 國木田あこ              | タケカワユキヒデ | 田辺信一         | AH-707           |
| 28               | 1986年 2月21日   | B面              | ララバイ・よこはま                                  | 佐々木勉                | 佐々木勉         | 戸塚修           | AH-707           |
| 29               | 1986年 9月21日   | A面              | みんな思い出にすればいい －眠りたくない子の子守唄－ | 秋元康                  | 鈴木キサブロー   | 若草恵           | AH-746           |
| 29               | 1986年 9月21日   | B面              | あばよ！ゆかり                                      | 佐々木勉                | 佐々木勉         | 戸塚修           | AH-746           |
| 東芝EMI          |                  |                  |                                                     |                         |                  |                  |                  |
| 30               | 1989年 4月26日   | A面              | 媚薬                                                | 阿久悠                  | 鈴木キサブロー   | 椎名和夫         | RT07-2341        |
| 30               | 1989年 4月26日   | B面              | 白夜                                                | 阿久悠                  | 鈴木キサブロー   | 椎名和夫         | RT07-2341        |
| 31               | 1990年 6月6日    | 01               | 阿呆鳥                                              | 荒木とよひさ            | 弦哲也           | 前田俊明         | TODT-2535        |
| 31               | 1990年 6月6日    | 02               | 手のひらの恋                                        | 荒木とよひさ            | 弦哲也           | 前田俊明         | TODT-2535        |
| 日本コロムビア   |                  |                  |                                                     |                         |                  |                  |                  |
| 32               | 1993年 11月21日  | 01               | 男よ、聞いてくれねえかい                            | 馬場孝幸                | 馬場孝幸         | 矢野立美         | CODA-278         |
| 32               | 1993年 11月21日  | 02               | 夢を見ればいいさ                                    | 野宮なをみ              | 馬場孝幸         | 矢野立美         | CODA-278         |
| 33               | 1994年 11月21日  | 01               | 愛妻宣言                                            | なかにし礼              | 浜圭介           | 川村栄二         | CODA-517         |
| 33               | 1994年 11月21日  | 02               | ハーフ アンド ハーフ                                | なかにし礼              | 浜圭介           | 川村栄二         | CODA-517         |
| 34               | 1997年 5月21日   | 01               | 家庭外恋愛                                          | 長谷川純                | 百石元           | 百石元           | CODA-1221        |
| 34               | 1997年 5月21日   | 02               | 心の思うままに                                      | 長谷川純                | 百石元           | 百石元           | CODA-1221        |
| ダイキサウンド   |                  |                  |                                                     |                         |                  |                  |                  |
| 35               | 2005年 5月10日   | 01               | GANBARIST                                           | 黒沢年雄                | 黒沢年雄         | 服部克久         | FLJT-1           |
| 35               | 2005年 5月10日   | 02               | Good bye Hard Days                                  | 黒沢年雄                | 黒沢年雄         | 服部克久         | FLJT-1           |
| 夢レコード       |                  |                  |                                                     |                         |                  |                  |                  |
| 36               | 2019年 1月30日   | 01               | ゆかいなじいちゃん                                  | Haruka Mizuguchi YADAKO | YADAKO Mitsu.J   | Mitsu.J          | YZYM-15078       |
| 36               | 2019年 1月30日   | 02               | 酒とバラの日々に                                    | ゆうき詩子              | 水森英夫         | 前田俊明         | YZYM-15078       |

#### デュエット・シングル
| 発売日         | デュエット     | A/B面          | タイトル             | 作詞           | 作曲           | 編曲           | 規格品番       |
| 日本コロムビア | 日本コロムビア | 日本コロムビア | 日本コロムビア       | 日本コロムビア | 日本コロムビア | 日本コロムビア | 日本コロムビア |
| -------------- | -------------- | -------------- | -------------------- | -------------- | -------------- | -------------- | -------------- |
| 1984年 1月21日 | 叶和貴子       | A面            | 東京砂漠のかたすみで | なかにし礼     | 浜圭介         | 竜崎孝路       | AH-398         |
| 1984年 1月21日 | 叶和貴子       | B面            | 真夜中のラブ・コール | なかにし礼     | 浜圭介         | 竜崎孝路       | AH-398         |

### アルバム

#### オリジナル・アルバム
| 発売日           | 規格             | 規格品番         | アルバム |
| CBS / コロムビア | CBS / コロムビア | CBS / コロムビア | CBS / コロムビア |
| ---------------- | ---------------- | ---------------- | --- |
| 1970年           | LP               | YS-10069-J       | 海の子守歌 SIDE A： 1. 海の子守歌 2. さよならはさりげなく 3. 花と海 4. 俺は行く 5. ミッドナイト神戸 6. 君と離れても SIDE B： 1. 銀のふね 2. 僕についておいて 3. ふたりの汐風 4. 夜空の口笛 5. 夕陽が落ちても 6. 恋しい渚 |
| 1971年           | LP               | YS-10099-J       | ATTACK THE SUN SIDE A： 1. 星が呼んでいる - 作詞：荒木一郎、作・編曲：田辺信一 2. 狂った果実 - 作詞：石原慎太郎、作曲：佐藤勝、編曲：高田弘 3. 心の窓に海がある - 作詞：橋本淳、作曲：すぎやまこういち、編曲：高田弘 4. なぎさ - 作詞：大橋節夫、作・編曲：田辺信一 5. 海の上の少年 - 作詞：岩谷時子、作曲：弾厚作、編曲：田辺信一 SIDE B： 1. 海は恋してる - 作詞：垣見源一郎、作曲：新田和長、編曲：田辺信一 2. 青い真珠 - 作詞：荒木一郎、作・編曲：田辺信一 3. 想い出 - 作詞：清水みのる、作曲：寺部頼幸、編曲：高田弘 4. 海の子守歌 - 作詞：橋本淳、作曲：すぎやまこういち、編曲：高田弘 5. 夜の浜辺 - 作詞：橋本淳、作曲：すぎやまこういち、編曲：高田弘 6. 誰もいない海 - 作詞：山口洋子、作曲：内藤法美、編曲：田辺信一 |
| 日本コロムビア   |                  |                  | |
| 1975年7月        | LP               | JDX-7060         | やすらぎ SIDE A： 1. やすらぎ 2. 今夜は送らないぜ 3. いつかどこかで 4. 許してくれよ 5. あいつの涙 6. 寒い心のブルース SIDE B： 1. 久しぶりだね 2. あじさいの雨 3. 粋な別れ 4. ついてくるかい 5. 愛と呼ぶにね 6. 恋人よおやすみ |
| 1976年9月        | LP               | PP-7009          | 通りすぎた悲しみに… SIDE A： 1. すれちがい 2. ぬくもり 3. 想い出は嘘つきさ 4. さすらいの港町 5. すまなかったね 6. 潮時 SIDE B： 1. 別ればなし 2. あなたが眠る前に 3. もうおしまいさ 4. 坂道 5. この部屋から 6. 遍歴 |
| 1978年4月25日    | LP               | PX-7052          | メモリー33 SIDE A： 1. 時には娼婦のように 2. 風に抱かれて 3. ポケットの中の歳月（ナレーション） 4. あやまち 5. 約束 SIDE B： 1. さよならの前に 2. 男泣き 3. もう泣かないで 4. やめなよ 5. 再会 6. やすらぎ |
| 1984年           | LP               | AF-7305          | 東京砂漠のかたすみで 共演：叶和貴子 SIDE A： 1. 東京砂漠のかたすみで 2. ねじれたハートで 3. 居酒屋 4. あなたのすべてを 5. ベッドで煙草を吸わないで SIDE B： 1. 東京ナイトクラブ 2. 酒と泪と男と女 3. 粋な別れ 4. 真夜中のラブコール 5. 時計 |
| 東芝EMI          |                  |                  | |
| 1989年9月6日     | CD               | CT32-5514        | 媚薬 1. 媚薬 2. チャイナガール 3. 雨の慕情 4. やすらぎ 5. 風の着く街 6. 抱きしめてFRIDAY 7. Piano Barにて 8. 時には娼婦のように 9. 熱愛 10. 白夜 |

#### ライブ・アルバム
| 発売日         | 規格           | 規格品番       | アルバム |
| 日本コロムビア | 日本コロムビア | 日本コロムビア | 日本コロムビア |
| -------------- | -------------- | -------------- | --- |
| 1978年7月      | LP             | PX-7061        | 黒沢年男 ファースト・ライブ・イン・ベラミ ナイトクラブ「ベラミ」にて収録 Side:A 1. オープニング～時に娼婦のように 2. 気がかり 3. いつかどこかで 4. 海の子守歌 5. さよならはさりげなく 6. 二人の世界 7. 夜霧よ今夜も有難う 8. 酒と泪と男と女 9. あいつ Side:B 1. ロックン・ロール・メドレー - Hound Dog - Be Bop A Lula - Jenny Jenny - I Need Your Love Tonight 2. くちなしの花 3. おまえに 4. 時には娼婦にように 5. やすらぎ 6. 恋人よおやすみ～エンディング（やすらぎ） |

#### ベスト・アルバム
| 発売日         | 規格       | 規格品番    | アルバム |
| コロムビア     | コロムビア | コロムビア  | コロムビア |
| -------------- | ---------- | ----------- | --- |
| 1968年         | EP         | YSS-10041-J | 黒沢年男 - ミニデラックス Side:A 1. 海の子守唄 2. 僕についておいで Side:B 1. 花と海 2. ふたりの汐風 |
| 1976年         | LP         | PX-7018     | ゴールデン・スター・デラックス 黒沢年男ベスト14 ゆきずりの花 Side:A 1. ゆきずりの花 2. この部屋から 3. 別れたあとで 4. 風のたより 5. すれちがい 6. 許してくれよ 7. そして今は Side:B 1. やすらぎ 2. 悲しい忘れもの 3. ぬくもり 4. 気がかり 5. いつかおまえに 6. のこり香 7. あなたが眠る前に                                                                                                  |
| 1978年10月25日 | LP         | PX-7067     | 黒沢年男ベスト・アルバム 仮面舞踏会 Side:A 1. 時には娼婦のように 2. 風のたより 3. さすらいの港町 4. やめなよ 5. 風に抱かれて 6. やすらぎ 7. 気がかり Side:B 1. 仮面舞踏会 2. もう泣かないで 3. あやまち 4. いつかおまえに 5. 今夜は送らないぜ 6. すれちがい 7. さよならの前に |
| 1979年10月     | LP         | PX-7088     | ベスト・ヒット黒沢年男 Side:A 1. 親父ごめんよ 2. 仮面舞踏会 3. 紫すみれ 4. やめなよ 5. 気がかり 6. 許してくれよ 7. そして誰もいなくなった Side:B 1. 時には娼婦のように 2. やすらぎ 3. ゆきずりの花 4. わだかまり 5. すれちがい 6. さよならの前に 7. 想い出よおまえは |
| 1980年11月     | LP         | AX-7300     | 黒沢年男／ベスト・アルバム Side:A 1. あばよ！ゆかり 2. やすらぎ 3. 時には娼婦のように 4. すれちがい 5. 水割りグラスのセレナーデ 6. 気がかり 7. 想い出よおまえは Side:B 1. アスファルト・ジャングル 2. やめなよ 3. そして誰もいなくなった 4. 仮面舞踏会 5. 許してくれよ 6. 紫すみれ 7. 親父ごめんよ                                                                                            |
| 1981年         | LP         | AX-7335     | 黒沢年男／ベスト・アルバム Side-A 1. 酒場から愛をこめて 2. 紫すみれ 3. 時には娼婦のように 4. あばよ！ゆかり 5. 親父ごめんよ 6. ゆきずりの花 7. 仮面舞踏会 Side-B 1. やすらぎ 2. 男と女は遠かった 3. 水割りグラスのセレナーデ 4. 気がかり 5. そして誰もいなくなった 6. アスファルト・ジャングル 7. 想い出よおまえは                                                                            |
| 1983年         | CD         | 35CS-7145   | 黒沢年男ベスト |
| 1984年5月      | LP         | AF-7279     | 芸能生活二十周年記念 黒沢年男 時代の流れに・・・ Side:A 1. 僕の恋人どこにいる 2. 僕についておいで 3. 花と海 4. 海の子守唄 5. 今夜は送らないぜ Side:B 1. やすらぎ 2. 気がかり 3. 時には娼婦のように 4. 紫すみれ 5. 東京砂漠のかたすみで（デュエット：叶和貴子） |
| 1993年11月21日 | CD         | COCA-11210  | 黒沢年男全曲集 男よ、聞いてくれねえかい 1. 花と海 2. 海の子守歌 3. さよならはさりげなく 4. 今夜は送らないぜ 5. 時には娼婦のように 6. やすらぎ 7. 気がかり 8. 仮面舞踏会 9. 紫すみれ 10. アスファルト・ジャングル 11. 泣き虫じゃいけないよ 12. 東京砂漠のかたすみで（デュエット：叶和貴子） 13. 酒とバラの日々に 14. 男よ、聞いてくれねえかい                                                  |
| 2012年5月24日  | CD-R       | CORR-10781  | 黒沢年男全曲集 男よ、聞いてくれねえかい 1. 花と海 2. 海の子守歌 3. さよならはさりげなく 4. 今夜は送らないぜ 5. 時には娼婦のように 6. やすらぎ 7. 気がかり 8. 仮面舞踏会 9. 紫すみれ 10. アスファルト・ジャングル 11. 泣き虫じゃいけないよ 12. 東京砂漠のかたすみで（デュエット：叶和貴子） 13. 酒とバラの日々に 14. 男よ、聞いてくれねえかい                                                  |
| 2012年9月19日  | CD         | COCP-37569  | スター☆デラックス 黒沢年男 1. やすらぎ 2. 時には娼婦のように 3. 仮面舞踏会 4. 酒とバラの日々に 5. 泣き虫じゃいけないよ 6. 気がかり 7. 久しぶりだね 8. 粋な別れ 9. いつかどこかで 10. 夜霧よ今夜も有難う 11. 東京砂漠のかたすみで（デュエット：叶和貴子） 12. アスファルト・ジャングル 13. あいつ 14. ふれあい 15. みちづれ 16. すきま風 17. 狂った果実 18. 銀のふね 19. 花と海 20. 海の子守歌 |

### タイアップ曲
| 年     | 楽曲                                  | タイアップ                                              |
| ------ | ------------------------------------- | ------------------------------------------------------- |
| 1966年 | 僕の恋人どこにいる                    | 東宝映画「パンチ野郎」主題歌                            |
| 1967年 | 夕陽が落ちても                        | 東宝映画「育ちざかり」主題歌                            |
| 1969年 | 俺は行く                              | 日本テレビ系テレビドラマ「おやじとオレと」主題歌        |
| 1970年 | 燃える旅路                            | 東宝映画「栄光への反逆」主題歌                          |
| 1975年 | いつかおまえに                        | TBS系テレビドラマ「影同心II」主題歌                     |
| 1979年 | 想い出よおまえは                      | 芸能生活15周年記念リサイタル・テーマ曲                  |
| 1980年 | アスファルト・ジャングル              | テレビ朝日系テレビドラマ「爆走!ドーベルマン刑事」主題歌 |
| 1980年 | 男は男                                | テレビ朝日系テレビドラマ「爆走!ドーベルマン刑事」挿入歌 |
| 1981年 | 酒場から愛をこめて                    | 東映映画「ダンプ渡り鳥」挿入歌                          |
| 1981年 | 男と女は遠かった                      | 東映映画「ダンプ渡り鳥」挿入歌                          |
| 1986年 | て・れ・な・い・で－Don't be so shy－ | ホワイトデー・イメージソング                            |
| 1990年 | 阿呆鳥                                | テレビ東京系テレビドラマ「鞍馬天狗」主題歌              |